# Shaamar, Selenge
Shaamar (tiếng Mông Cổ: Шаамар) là một sum của tỉnh Selenge ở miền bắc Mông Cổ. Khu định cư kiểu đô thị Dulaankhaan cách trung tâm sum Shaamar 35 km về phía nam. Vào năm 2008, dân số của sum là 4.158 người.

## Địa lý
Sum có diện tích khoảng 671,91 km2. Trung tâm sum nằm cách tỉnh lỵ Sükhbaatar 20 km, thủ đô Ulaanbaatar 340 km và được chia thành hai phần: Thượng Shaamar nằm trên một ngọn đồi và Hạ Shaamar trên bờ sông Selenge.

### Khí hậu
Nhiệt độ trung bình hàng năm trong khu vực là 2 °C. Tháng ấm nhất là tháng 6, khi nhiệt độ trung bình là 23 °C và lạnh nhất là tháng 1, với −22 °C.

## Kinh tế
Shaamar được thành lập dưới hình thức negdel (hợp tác xã nông nghiệp) trong phong trào nông nghiệp những năm 1930 ở Mông Cổ. Ngày nay, kinh tế địa phương chủ yếu bao gồm rau, gia súc, thịt lợn, gia cầm và gỗ. Sum có một nhà ga, trung tâm đào tạo nông nghiệp, trường học và bệnh viện.